# Korea Tungsten Company
Korea Tungsten Company foi um conglomerado estatal sul coreano que atuou no ramo metalúrgico. Atualmente o grupo foi incorporada a TaeguTec.

## Subsidiarias
A KTC começou por volta de Abril de 1916, quando A mina de tungstênio Sangdong foi descoberta em Gangwon.